# Embrasse-moi !
Pour les articles homonymes, voir Embrasse-moi (homonymie).
Pour plus de détails, voir Fiche technique et Distribution.
Embrasse-moi ! est une comédie romantique française coécrite et coréalisée par Océan et Cyprien Vial, sortie en 2017.
Ce long-métrage a été sélectionné en compétition et projeté au Champs-Élysées Film Festival en juin 2017.

## Synopsis
Océanerosemarie croit en l'amour et ce, bien qu'elle n'ait connu que des échecs sentimentaux. Lorsqu'elle fait la connaissance de Cécile, une jeune photographe, son cœur s'emballe...

## Fiche technique
- Titre original : Embrasse-moi !
- Réalisation : Océan[1] et Cyprien Vial
- Scénario : Océan et Cyprien Vial
- Décors : Sophie Reynaud-Malouf
- Costumes : Aurore Pierre
- Photographie : Pascal Auffray
- Son : Matthieu Fichet, Benjamin Viau et Mathieu Villien
- Montage : Anny Danché et Julie Duclaux
- Musique : Thibault Frisoni
- Production : Maxime Delauney et Romain Rousseau ; Luc Hardy (coproduction)
- Société de production : Nolita Cinéma
- Société de distribution : Haut et Court
- Pays d’origine :  France
- Langue originale : français et secondairement italien
- Format : couleur
- Genre : comédie romantique
- Durée : 86 minutes
- Dates de sortie :
  - France : 18 juin 2017 (Champs-Élysées Film Festival) ; 5 juillet 2017 (sortie nationale)
  - Belgique : 2 août 2017

## Distribution
- Océan[1] : Océanerosemarie
- Alice Pol : Cécile
- Grégory Montel : Ludo
- Michèle Laroque : Rose, la mère d'Océane-Rose-Marie
- Sophie-Marie Larrouy : Sonia
- Rudy Milstein : Aurélien
- Laure Calamy : Fanny
- Isaach de Bankolé : Bernard
- Paco Pérez : François
- Maxime Marian : César
- Nova Louna Castano : Prune
- Olivia Côte : Monique
- Nicole Ferroni : Amandine

## Accueil

### Festival et sorties
Embrasse-moi ! est sélectionné en compétition au Champs-Élysées Film Festival et y est projeté le 18 juin 2017, avant sa sortie nationale à partir du  5 juillet 2017.